# Borborema (São Paulo)
Borborema is een gemeente in de Braziliaanse deelstaat São Paulo. De gemeente telt 14.485 inwoners (schatting 2009).

## Aangrenzende gemeenten
De gemeente grenst aan Ibitinga, Itajobi, Itápolis, Novo Horizonte en Reginópolis.